# 星から落ちた迷い子
「星から落ちた迷い子」（ほしからおちたまよいご）は、日本の歌。作詞：北杜夫・作曲：宮崎尚志。1977年4月 - 5月、NHKの歌番組「みんなのうた」で放送。
歌はハイファイセット、映像は、光子館（実写合成）によるもの。歌詞では、星から落ちた迷い子が、一人淋しく笛を吹き、会うことのない人を呼んでいる。
1977年10月 - 11月に初再放送、2005年12月 - 2006年1月にハイ・ファイ・セット解散後では初の再放送され、そして2018年4月 - 5月にメンバー山本俊彦逝去（2014年3月逝去）では初めて再放送された。
長らく映像は見つかっていなかったが、みんなのうた発掘プロジェクトにより映像が発掘された。